# Калинас
Калинас (лит. Kalinas) — деревня в Вильнюсском районе, Решской сянюнии (Решское староство) к северу от Вильнюса, в двух км к северо-востоку от деревни Диджиойи Реше, недалеко от речки Реше. Через деревню проходит дорога Реше — Гульбинай — Веркю Реше, которая разветвляется на Раудондварис и Пагубе. Работает пункт металлолома. Есть старая усадьба.

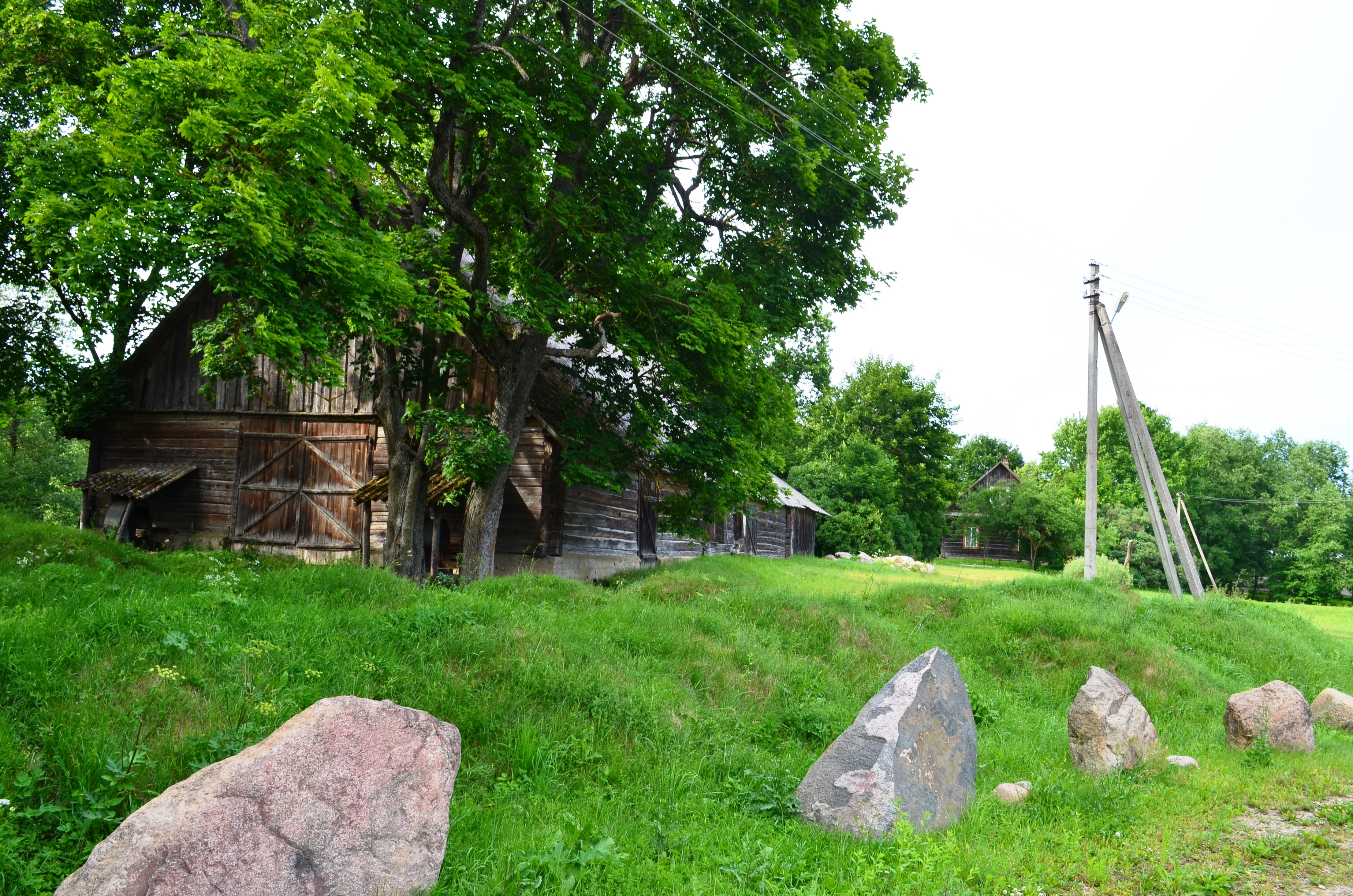
Старая усадьба

## История
Дворянин, инженер из Вильнюса Поплавский в 1861 году купил участок площадью 200 гектаров под названием Медзеховщизна (польск. Miedziechowszczyzna) в Решской волости Вильнюсского Тракайского уезда. Позже Поплавский переименовал Медзеховщизну в Калин в честь фамилии своей жены Екатерины.
Раньше деревня называлась Медикишкес, позже Калина
Недолгое время в советское время деревня была центром Решского района .

## Население
| 1905 | 1931 | 1959 | 1970 | 1979 | 1985 | 1989 | 2001 | 2011 | 2021 |
| ---- | ---- | ---- | ---- | ---- | ---- | ---- | ---- | ---- | ---- |
| 15   | 29   | 42   | 137  | 113  | 88   | 59   | 48   | 69   | 68   |